# Alexandre-Marie-Léonor de Saint-Mauris de Montbarrey

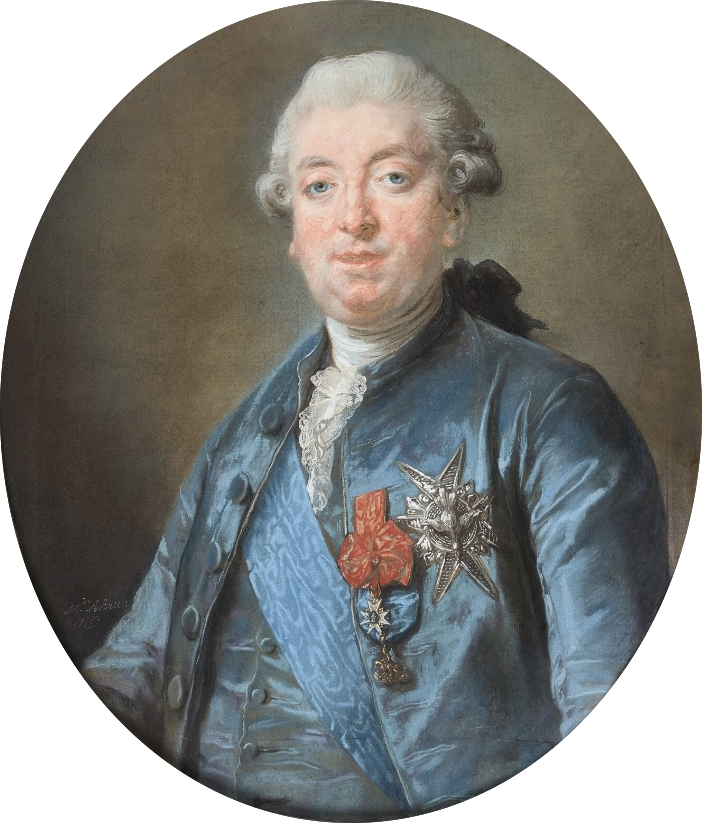
Alexandre-Marie-Léonor de Saint-Mauris de Montbarrey

Alexandre-Marie-Léonor de Saint-Mauris, Graf (später: Fürst) de Montbarrey et de Savigny (* 20. April 1732 in Besançon; † 5. Mai 1796 in Konstanz) war von 1777 bis 1780 Kriegsminister von Frankreich.

## Biografie
Am 9. April 1774 wurde de Montbarrey durch Kaiser Joseph II. in den Reichsfürstenstand erhoben, unter gleichzeitiger Verleihung der Prädikate „Illustrissimus“ und „Consanguineus carissimus“. Der allerchristlichste König, Ludwig XVI., bestätigte diese Standeserhöhung im August 1776.
Anfang des Jahres 1776 wurde de Montbarrey, ein Brigadier, der bereits im Siebenjährigen Krieg (1756–1763) gekämpft hatte, auf Betreiben des leitenden Staatsministers Jean-Frédéric Phélypeaux, comte de Maurepas, dem als zu reformfreudig betrachteten Kriegsminister Claude-Louis, comte de Saint-Germain mit dem Titel eines ‚Kriegsdirektors‘ („directeur de la Guerre“) als eine Art Aufpasser an die Seite gestellt. Nach dessen Rücktritt wurde er schließlich selbst zum Kriegsminister ernannt. Bald erregte er das Missfallen Marie Antoinettes und ihrer Vertrauten. Eine der Hofdamen beschrieb ihn in ihren Memoiren als ‚Mann ohne Talent und ohne Moral‘ („homme sans talens et sans moeurs“), gegen den wiederum der Kreis um die Königin Intrigen spann. De Montbarrey suchte seine Position zu verbessern, indem er seine Tochter Maximilienne Françoise 1779 mit Heinrich Ludwig, dem Erbprinzen von Nassau-Saarbrücken, Sohn des regierenden Fürsten Ludwig, verheiratete. Diese Ehe war in Frankreich politisch jedoch nicht unumstritten und löste auch den Unmut des Hauses Nassau aus, da der Saarbrücker Erbprinz zum Zeitpunkt der Heirat erst elf Jahre alt war. Der Kriegsminister verwendete nicht unbedeutende Mittel des Militärhaushaltes, um die militärische Stärke des Fürstentums Nassau-Saarbrücken zu vergrößern. Unter anderem erlaubten die Zuwendungen dem Fürsten Ludwig von Nassau-Saarbrücken nicht nur ein Infanterie-Regiment aufzustellen, sondern auch ein wesentlich teureres Kavallerie-Regiment. 1780, während der französischen Intervention im Amerikanischen Unabhängigkeitskrieg, bat er wegen der anhaltenden Kritik von Finanzminister Jacques Necker um Entbindung von seinem Amt. Als Kriegsminister ist de Montbarrey im Urteil auch der neueren Forschung „nur eine mittelmäßige Besetzung“ gewesen.
Nach dem Sturm auf die Bastille zog de Montbarrey sich in sein Schloss in der Nähe von Besançon zurück. 1791 flüchtete er vor der Französischen Revolution zu seinem Schwiegersohn, dem Erbprinzen Heinrich von Nassau-Saarbrücken. Er war vom König mit dem Amt des Oberlandvogts (Grand Préfet) im Elsass beliehen worden. In dieser Eigenschaft setzte er sich nach seiner Flucht in Gegnerschaft zu den Kräften der Revolution zugunsten des Erhalts der feudalen Rechte im Elsass ein.